# Довлар
Довлар (на гръцки: Μαρμαριά, Мармария, до 1927 година Ντοαλάρ, Доалар) е село в Република Гърция, разположено на територията на дем Бук (Паранести), област Източна Македония и Тракия.

## География
Селото е разположено източно от Драма и на 1 km северно от Нусретли (Никифорос), на надморска височина от 260 m.

## История
В края на XIX век Довлар е село в Драмска кааза на Османската империя. След Междусъюзническата война остава в Гърция.
След Първата световна война населението на Довлар е изгонено в Турция, а в селото са настанени 30 семейства гръцки бежанци, общо 97 души. През 1927 година името на селото е сменено на Мармария. Към 1928 година селото е изцяло бежанско с 25 семейства и общо 85 души.
Населението се занимава с отглеждане на тютюн, жито и в по-малка степен със скотовъдство. Жителите се изселват към големите градове.
| Година    | 1913 | 1920 | 1928 | 1940 | 1951 | 1961 | 1971 | 1981 | 1991 | 2001 | 2011 | 2021 |
| --------- | ---- | ---- | ---- | ---- | ---- | ---- | ---- | ---- | ---- | ---- | ---- | ---- |
| Население | 117  | 75   | 97   | 124  | 126  | 108  | 38   | 28   | 52   | 82   | 12   | 14   |